# Malaltia de Cori
La glicogenosi de tipus III o malaltia de Cori es deu a la deficiència de l'enzim desramificant, amilo-a-1,6-glucosidasa.

## Descripció
Clínicament, aquests pacients poden presentar hipoglucèmies a partir del primer any de vida, juntament amb una clínica molt similar a la del tipus Ia però més lleu. No obstant això, es diferencia d'aquesta última per la presència d'esplenomegàlia i perquè aquesta disminueix, igual que l'hepatomegàlia, amb l'edat. Hi ha diferents formes fenotípiques. En general evolucionen amb l'edat a miopatia muscular, que pot causar incapacitat en els adults.
Al voltant del 80% dels pacients presenten hipoglucèmia en dejú, amb elevació de colesterol i triglicèrids molt més atenuada que en el tipus Ia; mai es detecta hiperuricèmia. Després de l'administració d'adrenalina o glucagó en dejú, la resposta de la glucosa és anormal, encara que pot ser normal si es realitza la prova postprandial. No hi ha augment d'àcid làctic, però la cetosi és manifesta.
El diagnòstic es basa en la demostració de l'acumulació de glucogen, de la deficiència de amilo a-1,6-gluco-sidasa en hematies i de la presència d'oligosacàrids rics en glucosa en l'orina. No obstant això, donada la gran variabilitat fenotípica, en els pacients que presenten manifestacions clíniques molt suggeridores i normalitat enzimàtica en les hematies es recomana la recerca de l'activitat enzimàtica en altres teixits (fibroblasts, fetge i múscul). El tractament és el mateix que per la glucogenosi tipus I, però atès que les hipoglucèmies no són tan intenses, només en els casos més greus cal l'alimentació nocturna nasogàstrica.
En la majoria dels casos és suficient un menjar nocturn. Es pot afegir galactosa i fructosa i també proteïnes, sempre que el 40-50% de l'aportació calòrica total procedeixi dels hidrats de carboni.